# Spilosoma suturata
Spilosoma suturata är en fjärilsart som beskrevs av Rothschild 1910. Spilosoma suturata ingår i släktet Spilosoma och familjen björnspinnare. Inga underarter finns listade i Catalogue of Life.